# Centros de Transferencia Modal de Mérida
Los Centros de Transferencia Modal (CETRAM) de Mérida son estaciones / paraderos de transporte público en el cual convergen diferentes modos de transporte de la península de Yucatán como son rutas de combis, vans y autobuses foráneos, sistema Va Y Ven, Líneas del BRT Ie-Tram Yucatán, entre otros.
Su objetivo es facilitar la movilidad de pasajeros entre las redes de transporte que allí convergen para una mayor conexión y transbordos accesibles entre rutas y modos de transporte sin la necesidad de llegar al centro de Mérida.

## Historia
Los CETRAMS de Mérida fueron erigidos durante el mandato Mauricio Vila Dosal inaugurando hasta el 30 se septiembre 5 CETRAMS, 4 ubicados en el anillo periférico y uno en el centro de la ciudad en el Parque La Plancha.

## Lista
| CETRAM     | Conexiones | Ubicación                                                                              |
| ---------- | ---------- | -------------------------------------------------------------------------------------- |
| La Plancha | R68        | Calle 45 s/n. por 39 y 43, Centro, Mérida, Yuc. (dentro del Gran Parque La Plancha)    |
| Canek      |            | Anillo Periférico Tab. Cat. 25403, Fracc. Nora Quintana, Mérida, Yuc.                  |
| Oriente    |            | Calle 55 s/n. esq. Anillo Periférico, Francisco Villa Oriente, Kanasín, Yuc.           |
| Umán       |            | Anillo Periférico Tab. Cat. 27349, El Roble, Mérida, Yuc.                              |
| Norte      | R111 R112  | Anillo Periférico Tab. Cat. 19111 esq. Av. Yucatán, José María Iturralde, Mérida, Yuc. |